# Stenodynerus lacetanicus
Stenodynerus lacetanicus är en stekelart som först beskrevs av Blüthgen 1953.  Stenodynerus lacetanicus ingår i släktet smalgetingar, och familjen Eumenidae. Inga underarter finns listade i Catalogue of Life.